# Topo Gigio (revista de Semic)
Topo Gigio fue una revista de historietas de periodicidad semanal lanzada por Semic Española de Ediciones en 1963.
Pretendía aprovechar la popularidad de la marioneta homónima creada por Maria Perego en 1958 y que había debutado en España a principios de los años 60, junto a Ana María Solsona en el programa de TVE Amigos del martes.
Colaboraron en la misma Buxadé, Gin, A. González, Hutchings, Jorge, Antonio Marques, Elsa Martín, Raf y Manuel Segura.
Incapaz de competir con la Editorial Bruguera, la revista acabó pereciendo con unos 48 números editados.